# Hara Takashi
Hara Takashi (原敬 Hara Takashi?) (9 de febrero de 1856 - 4 de noviembre de 1921) fue un político japonés y el decimonoveno primer ministro de Japón, del 29 de septiembre de 1918 al 4 de noviembre de 1921. También era conocido como Hara Kei (o Hara Satoshi) informalmente. Fue el primer plebeyo electo para ocupar el cargo de Primer ministro.

## Biografía
Nació en un pueblo dentro del dominio feudal de Morioka en la provincia de Mutsu (actual Prefectura de Iwate). Su familia, de clase samurái, había resistido la Restauración Meiji, y por ese motivo por mucho tiempo Hara se vio alejado del mundo de la política. Dejó su hogar a la edad de 15 años y viajó a Tokio. Reprobó su examen de admisión a la prestigiosa Academia naval imperial de Japón, y por lo tanto se unió una escuela religiosa establecida por franceses. Fue ahí cuando aprendió a hablar francés de manera fluida. Poco tiempo después se unió a la escuela de leyes del Ministerio de Justicia, pero la abandonó sin graduarse para responsabilizarse por una protesta estudiantil.
A los 17 años recibió el bautismo católico, adoptando el nombre "David", y a pesar de que se ha especulado que se convirtió al cristianismo por conveniencia, no ocultó su fe cristiana hasta el día en que murió. A los 19 años rechazó el rango samurái que tenía por su familia (士族 shizoku) y decidió adoptar el rango de plebeyo (平民 heimin). Durante varias ocasiones en su futura carrera política se le hicieron ofertas para elevar su rango, pero Hara las rechazó afirmando que hacerlo implicaría alejarse de los ciudadanos ordinarios y limitaría su habilidad para entrar a la Cámara de Representantes. 

### Carrera política
En 1882 Hara consiguió un puesto en el Ministerio de Asuntos Exteriores, por petición del ministro Inoue Kaoru. Luego Inoue lo nombró cónsul general en Tianjin, y después el primer secretario a la embajada de Japón en París, basándose en ciertas discusiones sobre el futuro de la política japonesa que tuvo con Hara durante un viaje que ambos hicieron en 1884. Durante la administración de Mutsu Munemitsu (1844–1897), Hara desempeñó la función de Viceministro de Asuntos Exteriores y la de embajador en Corea. Después dejó el Ministerio para trabajar como periodista durante varios años, y se convirtió en gerente de una compañía de diarios, la Osaka Mainichi Shimbun. En 1900, regresó a la política y se unió al partido Rikken Seiyukai, recién fundado por Itō Hirobumi. Hara se convirtió en el primer secretario general del partido.
Se candidateó con éxito para la Cámara de Representantes, por la Prefectura de Iwate, y fue designado ministro de Comunicaciones durante el cuarto mandato como primer ministro de Ito Hirobumi. Después desempeñó el cargo de ministro de Asuntos Internos en varios gobiernos entre 1906 y 1913, y llevó a cabo varias reformas. Hara se dio cuenta de que el mayor problema político de Japón era la tensión entre el gobierno electo y la burocracia designada, y dedicó su carrera a debilitar el poder de los burócratas no electos. Sistemáticamente despidió varios burócratas de los gobiernos locales, desde gobernadores hasta los rectores de las escuelas, y los reemplazaba por personas que consideraba capaces, y creó un sistema en el cual las personas se destacaban por sus méritos, sin importar su condición. 
En 1914, tras un acalorado debate, fue elegido presidente del Rikken Seiyukai para reemplazar al saliente líder Saionji Kinmochi, y bajo su liderazgo el partido fue ganando seguidores hasta que en 1917 se convirtió en el partido más numeroso de la Dieta de Japón.

### Trayectoria como primer ministro
En 1918 Terauchi Masatake perdió su cargo debido a una serie de rebeliones ocurridas en 1918. Hara fue designado como su sucesor el 28 de septiembre de 1918. Fue la primera administración dirigida por un partido y tuvo el primer gabinete dirigido por un plebeyo; y fundamentalmente, fue la primera ocasión que el cargo de primer ministro fue ejercido por un miembro electo de la legislatura, y no por un noble, burócrata o soldado. Además, Hara fue el primer civil en convertirse en jefe administrativo de un servicio de fuerza pública en la historia de Japón, cuando temporalmente asumió el cargo de Ministro de la Marina, en ausencia del ministro en funciones, el Almirante Katō Tomosaburō, quien en ese momento representaba a su país en la Conferencia Naval de Washington.
Como primer ministro, no fue muy popular porque rehusó usar su mayoría en la Cámara de Representantes para imponer la legislatura por sufragio universal. Su conservadora aproximación al tema decepcionó a los liberales y a los socialistas, quienes lo acusaron de retrasar el sufragio universal porque pondría en riesgo su posición en el poder. Como miembro de un partido, nunca fue querido por los conservadores, los burócratas y los militares, y fue muy despreciado por los ultranacionalistas.
Durante su mandato, Japón participó en la Conferencia de Paz de París, y se unió a la Sociedad de Naciones como miembro fundador. En Corea, Japón usó la fuerza militar para suprimir un movimiento de independencia, pero luego empleó políticas ligeramente indulgentes para reducir la oposición a la ocupación japonesa. En 1921 Hara murió apuñalado en la estación de Tokio. Su asesino fue un operador de trenes derechista.
A diferencia de muchos de sus contemporáneos, Hara tenía un estilo de vida relativamente simple. En su testamento, dejó muy pocas posesiones, pero entre ellas se hallaba su diario personal. En una de las cláusulas establecía que "Tras un período de algunos años mi diario debe hacerse público. Es la más valiosa de mis posesiones, así que debe ser protegido". Consecuentemente fue publicado y resultó ser una fuente primaria muy importante sobre el manejo de la política en esa época: documenta muchas de sus actividades diarias, y contiene opiniones y reflexiones sobre las figuras políticas contemporáneas.